# Liste der Monuments historiques in Briaucourt (Haute-Marne)
Die Liste der Monuments historiques in Briaucourt führt die Monuments historiques in der französischen Gemeinde Briaucourt auf.

## Liste der Immobilien
| Bezeichnung           | Beschreibung                                                                                           | Standort                  | Kennzeichnung | Schutzstatus | Datum | Bild           |
| --------------------- | --- | ------------------------- | ------------- | ------------ | ----- | -------------- |
| Château de Briaucourt | Burg, 13. Jahrhundert, im 18. Jahrhundert zum Schloss umgebaut; mit Wirtschaftsgebäuden und Taubenturm | Rue de la Montagne (Lage) | PA00078976    | Classé       | 1981  | weitere Bilder |

## Liste der Objekte
| Bezeichnung                                          | Beschreibung                          | Standort                        | Kennzeichnung | Schutzstatus | Datum | Bild |
| ---------------------------------------------------- | ------------------------------------- | ------------------------------- | ------------- | ------------ | ----- | ---- |
| Relief Mariä Himmelfahrt                             | Holz, 18. Jahrhundert                 | in der Kirche St-Étienne (Lage) | PM52000197    | Classé       | 1980  |      |
| Zwei Kirchenstühle                                   | Holz, 17. Jahrhundert                 | in der Kirche St-Étienne (Lage) | PM52000196    | Classé       | 1980  |      |
| Gemälde Christus am Kreuz, umgeben von vier Heiligen | Ölfarbe auf Leinwand, 17. Jahrhundert | in der Kirche St-Étienne (Lage) | PM52000195    | Classé       | 1970  |      |
| Tabernakel und Altaraufbau                           | Holz, farbig gefasst, 17. Jahrhundert | in der Kirche St-Étienne (Lage) | PM52001698    | Inscrit      | 1992  |      |